# New York Minute
New York Minute er en amerikansk komediefilm fra 2004, instrueret af Dennie Gordon, med blandt andre Mary-Kate og Ashley Olsen, Eugene Levy, Andy Richter, Jared Padalecki, Riley Smith, Andrea Martin og Bob Saget.

## Handling
Mønstereleven Jane Ryan (Ashley) tager til Manhattan for at deltage i en konkurrence om et stipendium. Hendes oprørske tvillingesøster Roxy Ryan (Mary-Kate) er også på vej til storbyen for at overvære en videooptagelse med Simple Plan. Men alt kan ske – og det gør der – i denne lystige affære, hvor vi oplever en pjækkebetjent (Eugene Law), en smugler (Andy Richter), et par lækre fyre (Jared Padalecki, Riley Smith), og de to pigers erkendelse af, at når de ser allermest sort ud, kan en søster være den allerbedste ven.